# If It's Lovin' that You Want
«If It's Lovin' that You Want» (укр. Якщо це та любов, яку ти хочеш) — другий і останній сингл барбадоської співачки Ріанни з її дебютного студійного альбому Music of the Sun, випущений 13 вересня 2005 року.

## Походження
Пісня середнього темпу була написана командою Poke & Tone з Trackmasters; згідно Ріанні, пісня є інструкцією для молодого хлопця: «Якщо це та любов, яку ти хочеш — ти повинен зробити все, щоб я стала твоєю дівчиною, бо в мене є те, що тобі треба». Продовження пісні «If It’s Lovin' That You Want — Part 2» (з участю Корі Ганза) було включене в список композицій другого студійного альбому Ріанни A Girl like Me. Ця версія пісні звучала в першій серії американського телесеріалу Пліткарка. Композиція заснована на мелодії пісні «The Bridge Is Over» хіп-хоп групи Boogie Down Productions.

## Відеокліп
Музичний відеокліп для пісні був знятий режисером Маркусом Ребоєм на узбережжі Каліфорнії, постановником хореографії була назначена Фатіма Робінсон. Ріанна казала, що відеокліп про «випромінення Карибських флюїд і веселому проведенні часу», додавши «Я виступила перед камерою, наче перед своїм бойфрендом. […] Це щось неймовірне». У відеокліпі показані сцени з багаттям, танцями живота і з гідроциклом, яким Ріанна вчиться керувати. Музичний відеокліп протримався 50 днів у польському чарті TRL. В зйомках кліпу взяв участь актор Ланс Гросс.

## Трек-лист
- CD промо-сингл, виданий у Великій Британії 
(Випущений: 21 листопада 2005)[3]

1. «If It’s Lovin' That You Want» (Radio Edit) — 3:27
2. «If It’s Lovin' That You Want» (Instrumental) — 3:21

- 12-дюймовий промо-сингл, виданий у Великій Британії[4]
- A1 «If It’s Lovin' That You Want» (Radio Edit) — 3:27
- A2 «If It’s Lovin' That You Want» (Instrumental) — 3:21
- A3 «If It’s Lovin' That You Want» (A Capella) — 3:20
- B1 «If It’s Lovin' That You Want» (Radio Edit) — 3:27
- B2 «If It’s Lovin' That You Want» (Instrumental) — 3:21
- B3 «If It’s Lovin' That You Want» (A Capella) — 3:20

- CD максі-сингл, виданий в Австралії[5]

1. «If It’s Lovin' That You Want» (Album Version) — 3:27
2. «If It’s Lovin' That You Want» (Instrumental) — 3:21
3. «Pon De Replay» (Norty Cotto Remix) — 7:32
4. «If It’s Lovin' That You Want» (Video) — 3:30

- CD максі-сингл, виданий в Німеччині
(Випущений 2 грудня 2005)[6]

1. «If It’s Lovin' That You Want» (Album Version) — 3:27
2. «If It’s Lovin' That You Want» (Instrumental) — 3:21
3. «Pon De Replay» (Norty Cotto Remix) — 7:32
4. «If It’s Lovin' That You Want» (Video) — 3:30

- CD-сингл, виданий в Європі й Великій Британії[7]

1. «If It’s Lovin' That You Want» (Album Version) — 3:27
2. «If It’s Lovin' That You Want» (Remix Featuring Corey Gunz) — 3:49